# Yli-Takkulampi
Yli-Takkulampi och Ala-Takkulampi eller Takkulammit är sjöar i Finland. De ligger i kommunen Kuusamo i landskapet Norra Österbotten, i den nordöstra delen av landet, 600 km norr om huvudstaden Helsingfors. Takkulammit ligger 259,6 meter över havet. Arean är 24,2 hektar och strandlinjen är 2,46 kilometer lång. Sjön  ingår i Ijo älvs huvudavrinningsområde. 